# Joulupukki

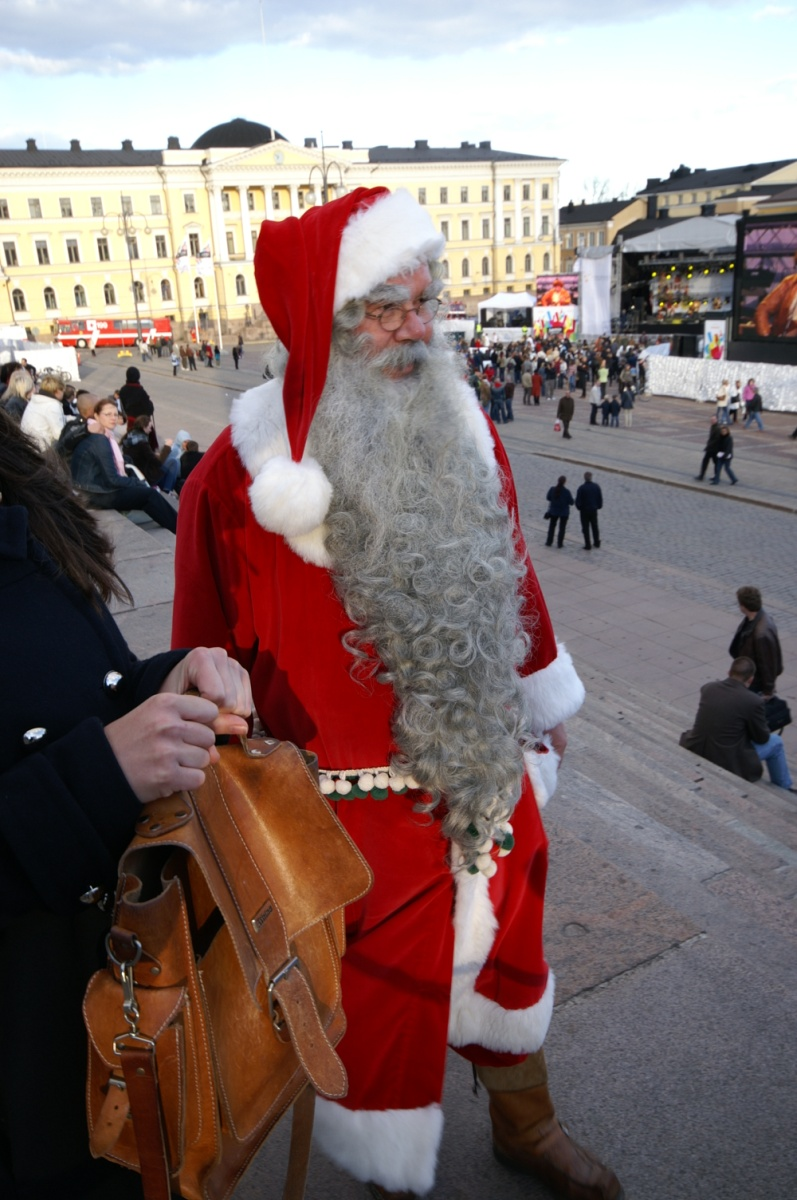
Joulupukki en Helsinki.

Joulupukki es el nombre finés de Santa Claus o Papá Noel. El nombre de Joulupukki literalmente significa cabra de Navidad que procede de la tradicional imagen de la cabra como símbolo navideño en los países escandinavos. La palabra finesa "pukki" proviene de la palabra sueca "bock", que significa "ciervo" o "macho cabrío".
Nuuttipukki es la palabra finesa con la que se designa la larga tradición en la que hombres vestidos con pieles de animales y máscaras con cuernos de cabra solían salir y recorrer casa por casa asustando a la gente en busca de las sobras de la comida navideña. 
Sin embargo, en la actualidad, Joulupukki se viste y se comporta de manera muy similar a su versión estadounidense, pero aquí podemos observar una de las diferencias entre ellos, pues Joulupukki de hecho visita en carne y hueso a los niños en Nochebuena. En lugar de entrar a hurtadillas durante la noche a través de la chimenea, es tradición en Finlandia que el padre de familia (o bien un vecino o un pariente), disfrazado de Joulupukki, entre por la puerta principal. A su llegada, pronuncia su tradicional pregunta "Onkos täällä kilttejä lapsia?" (¿Hay aquí niños que hayan sido buenos?), a la que le sigue un "¡Siiii!" entusiasta de los niños, que le reciben vestidos de tonttus (gnomos). Después de la visita reparte los regalos a los niños. Los documentos más antiguos sobre esta tradición datan de principios del siglo XIX.
Otra diferencia entre la tradicional figura de Joulupukki y su homólogo americano es que la residencia de Joulupukki se sitúa en Korvatunturi y su taller en Rovaniemi, mientras que Santa Claus reside en el Polo Norte. 
Habitualmente lleva ropa cálida y de color rojo, utiliza un bastón y viaja en un trineo tirado por sus renos. La canción popular "Rudolph, el reno de la nariz roja" en su traducción al finés Petteri Punakuono le ha otorgado a Rudolph la aceptación general en la mitología de Joulupukki como el reno líder y guía del resto de renos del trineo. Joulupukki tiene una esposa, Joulumuori ("Señora Navidad"), de la que se conocen sus deliciosas gachas riisipuuro (gachas de avena y arroz), aunque la tradición no ha dejado mucho más que decir sobre ella.

## Curiosidades
- La localización de Joulupukki se hizo famosa a partir del programa de radio para niños llamado Markus-sedän lastentunti ("La hora de los niños con el Tío Markus") presentado por Markus Rautio y emitido por Yleisradio entre 1927 y 1956. El locutor de radio "descubrió" que Joulupukki vivía "desde siempre" en Korvatunturi (o el "Monte Oreja"), cerca de la frontera norte con Rusia, desde donde podía escuchar las peticiones de los niños de todo el mundo, y saber quienes habían sido buenos y quienes no.

- Según un informe de la Yleisradio, el Joulupukki de Finlandia recibió en su oficina de Rovaniemi alrededor de 700.000 cartas de niños de todo el mundo en 2006.

- El Santa Claus estadounidense se hizo más popular a partir de 1931, cuando Coca-Cola encargó un diseño publicitario de la imagen de Santa Claus al artista gráfico e hijo de emigrantes finlandeses Haddon Sundblom.

## Los orígenes de Joulupukki
En el círculo polar ártico es donde encontramos los primeros vestigios de la leyenda de Joulupukki. Una interesante teoría sobre sus orígenes y el de sus renos voladores proviene de la población aborigen Sami de la Laponia finlandesa, la población indígena más antigua de Europa. Al igual que en España, en los bosques del círculo polar ártico crece la conocida seta venenosa Amanita Muscaria, de color rojo con pintas blancas. Por sus propiedades alucinógenas se le atribuye un vínculo mágico con los renos de Escandinavia ya que es su comida favorita. Existía un estrecho vínculo entre la vida de los renos y el pueblo Sami, y los chamanes solían alimentar a los renos con la seta para poder utilizar sus propiedades en los rituales adivinatorios. Se desconoce si la Amanita producía los mismos efectos en los renos que en los chamanes sami, en cualquier caso el tránsito intestinal del reno filtraba el veneno y separaba su toxicidad de las otras sustancias que posteriormente serían expulsadas a través de la orina. Entonces, la orina del reno, se recolectaba y se utilizaba como alucinógeno para los chamanes y con ello conseguían frecuentes trances, experiencias espirituales y visiones de "estar volando". Volvían más tarde a sus cuerpos a través de la chimenea de sus tiendas o chozas. Se cree por ello, que los colores rojo y blanco del atuendo de Joulupukki están inspirados en estas visiones producidas por la seta y que, también, por sus efectos en los chamanes se creó la leyenda de los renos voladores.

## El lado oscuro de Joulupukki
Los pueblos paganos solían celebrar festejos para protegerse de los espíritus malignos. Según la tradición en Finlandia, estos espíritus oscuros estaban ataviados con pieles y cuernos de cabra. Por ello surgió la figura de la Cabra de Navidad, una horrible criatura que asustaba a los niños ya que no venía a ofrecer regalos sino que los exigía.
No está claro cómo esta figura ha dado paso al benevolente "Padre Navidad" y, en la actualidad, la única reminiscencia que queda de la temible criatura es el nombre. Probablemente el proceso fue una fusión continua de muchas viejas creencias y costumbres populares. 
Lo que sí es más seguro es que, desde el año 1927 en adelante, los programas de radio ejercieron una gran influencia en esta reforma del concepto de Santa Claus, su traje, sus renos y su taller en Korvatunturi. 
La tradición de Joulupukki, Santa Claus, Papá Noel, etc., sigue viva en la mayoría de los países y culturas del mundo pero, en la actualidad, Finlandia es uno de los pocos países donde los niños pueden de hecho verle repartiendo los regalos.